# 아이롤로
아이롤로(Airolo)는 스위스 티치노주의 레벤티나 지역에 있는 자치체이다.

## 지리
아이롤로는 고트하르트 고개의 남쪽 측면에 있는 레벤티나 계곡과 레폰틴 알프스에 위치하고 있다. 북부와 남부 유럽을 연결하는 중요한 고트하르트 철도에 있는 고트하르트 철도 터널과 A2 고속도로에 있는 고트하르트 도로 터널 모두 아이롤로에 남쪽 출구가 있다. 티치노 주에서 가장 큰 시정촌이며, 아이롤로 마을과 발레, 마드라노, 브루냐스코, 낭테, 폰타나의 작은 마을로 구성되어 있다. 아이롤로와 퀸토의 지자체 아이롤로-퀸토로 알려질 새로운 지자체로 미래에 합병을 고려하고 있다.
아이롤로의 면적은 1997년 기준으로 94.37k㎡이다. 이 면적 중 3.64k㎡ (3.9%)가 농업 목적으로 사용되는 반면 20.48k㎡ (21.7%)는 산림이다. 나머지 토지 중 2.7k㎡ (2.9%)가 정착(건물 또는 도로), 2.3k㎡ (2.4%)가 강 또는 호수이고 39.3km2 (41.6%)는 불모지이다.
건설 면적 중 주택 및 건물이 0.6%, 교통 기반 시설이 1.8%를 차지했다. 산림면적 중 14.9%는 산림이 우거져 있고 1.5%는 과수원이나 작은 나무 군락으로 덮여 있다. 농경지 중 3.2%가 작물 재배에 사용된다. 시정촌의 물 중 1.5%는 호수에, 0.9%는 강과 시내에 있다. 비생산적인 지역 중 20.2%는 비생산적인 초목이고 21.4%는 초목이 자라기에는 너무 암석이 많은 지역이다.

### 기후
아이롤로는 연간 평균 121.4일의 비 또는 눈이 내리며 평균 강수량은 1,662mm이다. 가장 습한 달은 10월로 이 기간 동안 아이롤로는 평균 193mm의 비나 눈을 내린다. 이달의 평균 강수일은 9.3일이다. 강수량이 가장 많은 달은 5월로 평균 13일이지만, 비 또는 눈의 양은 184mm에 불과하다. 일년 중 가장 건조한 달은 1월로 9.3일 동안 평균 강수량이 88mm이다.

## 인구통계

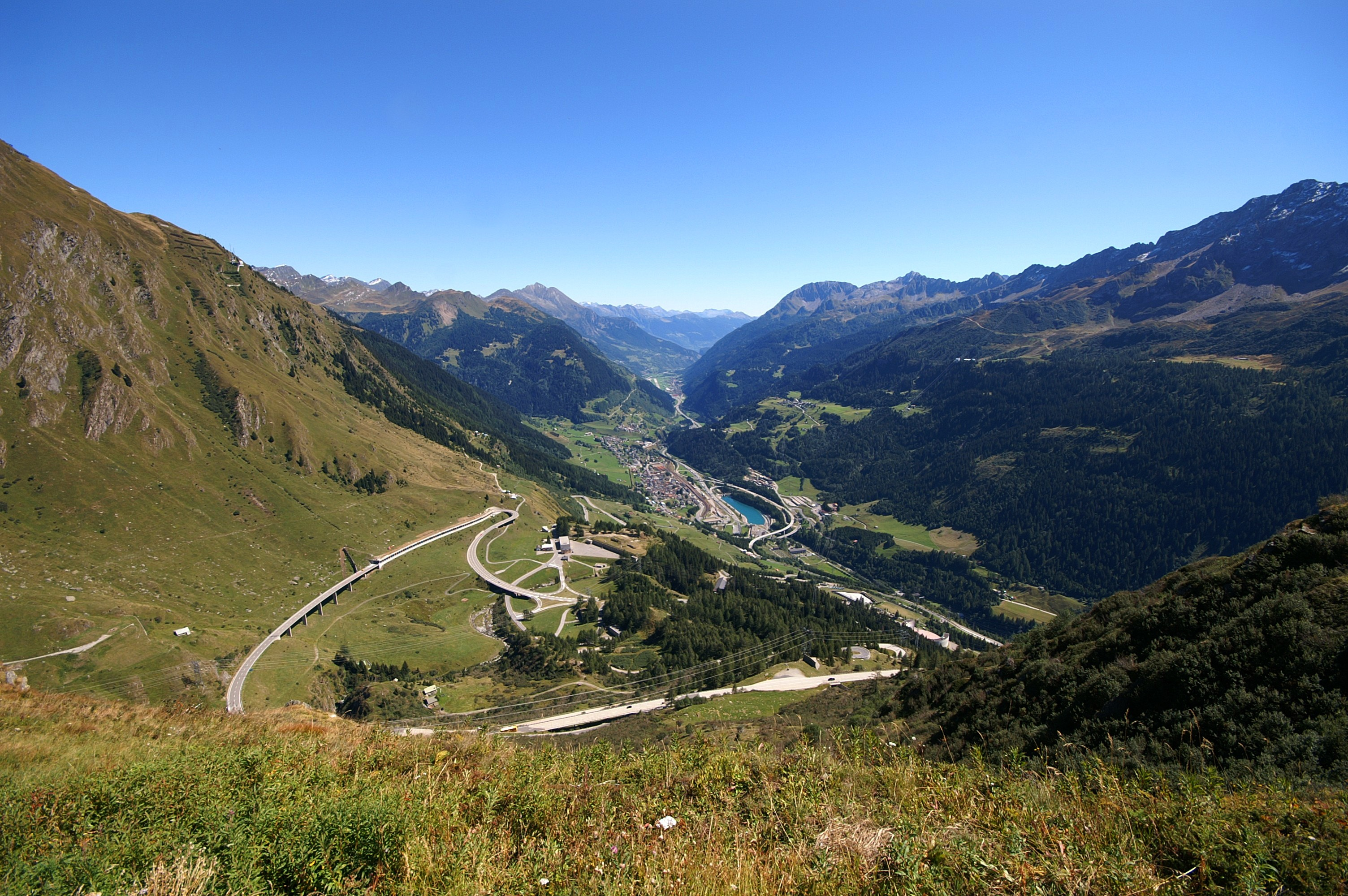
고트하르트 고개(발 트레몰라에 들어가기 전)의 중간 지점에서 아이롤로와 레벤티나 계곡을 향해 내려 본 풍경

아이롤로의 인구(2020년 12월 기준)는 1,476명이다. 2008년 기준으로 인구의 21.5%가 외국인이다. 지난 10년(1997-2007) 동안 인구는 -14.6%의 비율로 변경되었다.
인구의 대부분(2000년 기준)은 이탈리아어 (85.6%)를 사용하며, 독일어가 두 번째로 많이 사용(3.6%)되고, 세르비아-크로아티아어가 세 번째(3.3%)이다.  스위스 공용어(2000년 기준) 중 독일어 57명, 프랑스어 8명, 이탈리아어 1,363명, 로만슈어 1명을 사용한다. 나머지(164명)는 다른 언어를 사용한다.
2008년 기준으로 인구의 성별 분포는 남성 49.9%, 여성 50.1%이다. 인구는 577명의 스위스 남성(인구의 37.6%)과 189명(12.3%)의 비스위스계 남성으로 구성되었다. 스위스 여성은 641명(41.8%), 비스위스계 여성은 128명(8.3%)이었다.
2008년에는 스위스 시민이 6명, 비스위스계 시민이 6명이었고, 같은 기간에 스위스 시민이 20명 사망했다. 이민과 이주를 무시하면 스위스 시민의 인구는 14명 감소한 반면 외국인 인구는 6명 증가했다. 스위스로 재이민 온 스위스 여성 1명이 있었다. 동시에 스위스에서 다른 나라로 이주한 2명의 비스위스계 남성과 다른 국가에서 스위스로 이주한 5명의 비스위스계 여성이 있었다. 2008년 전체 스위스 인구 변화(모든 출처에서)는 2명이 감소했고 비스위스계 인구 변화는 28명이 감소했다. 이것은 -1.9%의 인구 성장률을 나타낸다.
2009년 기준, 아이롤로의 연령 분포는 다음과 같다. 114명의 어린이 또는 인구의 7.4%가 0세에서 9세 사이이고 131명의 십대 또는 8.5%가 10세에서 19세 사이이다. 성인 인구 중 184명 또는 12.0 인구의 %는 20세에서 29세 사이이다. 198명(12.9%)은 30~39세, 215명(14.0%)은 40~49세, 234명(15.2%)은 50~59세이다. 고령자 분포는 221명(인구의 14.4%)이 60세 이상이다. 그리고 69세는 130명 또는 8.5%가 70세에서 79세 사이, 108명 또는 7.0%가 80세 이상이다.
2000년 기준으로 시정촌에는 700세대의 개인가구가 있고, 가구당 평균 2.2명이다. 2000년에는 총 757세대의 거주동 중 503호(전체의 66.4%)가 단독주택이었다. 2세대(11.6%)가 88채, 다가구(15.1%)가 114채였다. 또한 시정촌에는 다목적 건물(주거 및 상업용 또는 기타 목적으로 사용)인 52개의 건물이 있었다.
2008년 시정촌 공실률은 3.31%였다. 2000년에는 시정촌에 1,325개의 아파트가 있었다. 아파트 규모는 방 3개짜리 아파트가 393세대로 가장 많았다. 1인실 아파트가 78세대, 5실 이상 아파트가 314세대였다. 이 중 상시 입주가 가능한 아파트는 총 698세대(전체의 52.7%)였으며, 성수기 분양 아파트는 585세대(44.2%), 공실은 42세대(3.2%)였다. [13] 2007년 기준 신규주택 건설률은 인구 1000명당 0.6세대였다.
역사적 인구는 다음 표에 나와 있다.
| 년도 | 인구    |
| ---- | ------- |
| 1574 | 597     |
| 1682 | 1,000   |
| 1785 | 1,237   |
| 1850 | 1,624   |
| 1880 | 3,678 a |
| 1900 | 1,628   |
| 1950 | 1,848   |
| 2000 | 1,593   |

^a  고트하르트 터널 건설 중의 인구

### 종교
2000년 인구조사에 따르면 1,287명(80.8%)이 로마 가톨릭 신자이고, 34명(2.1%)이 스위스 개혁 교회에 속해 있다. 인구조사에 등재되지 않은 다른 교회에 속해 있는 243명(인구의 약 15.25%)이 있고, 29명(인구의 약 1.82%)이 질문에 답하지 않았다.

## 경제

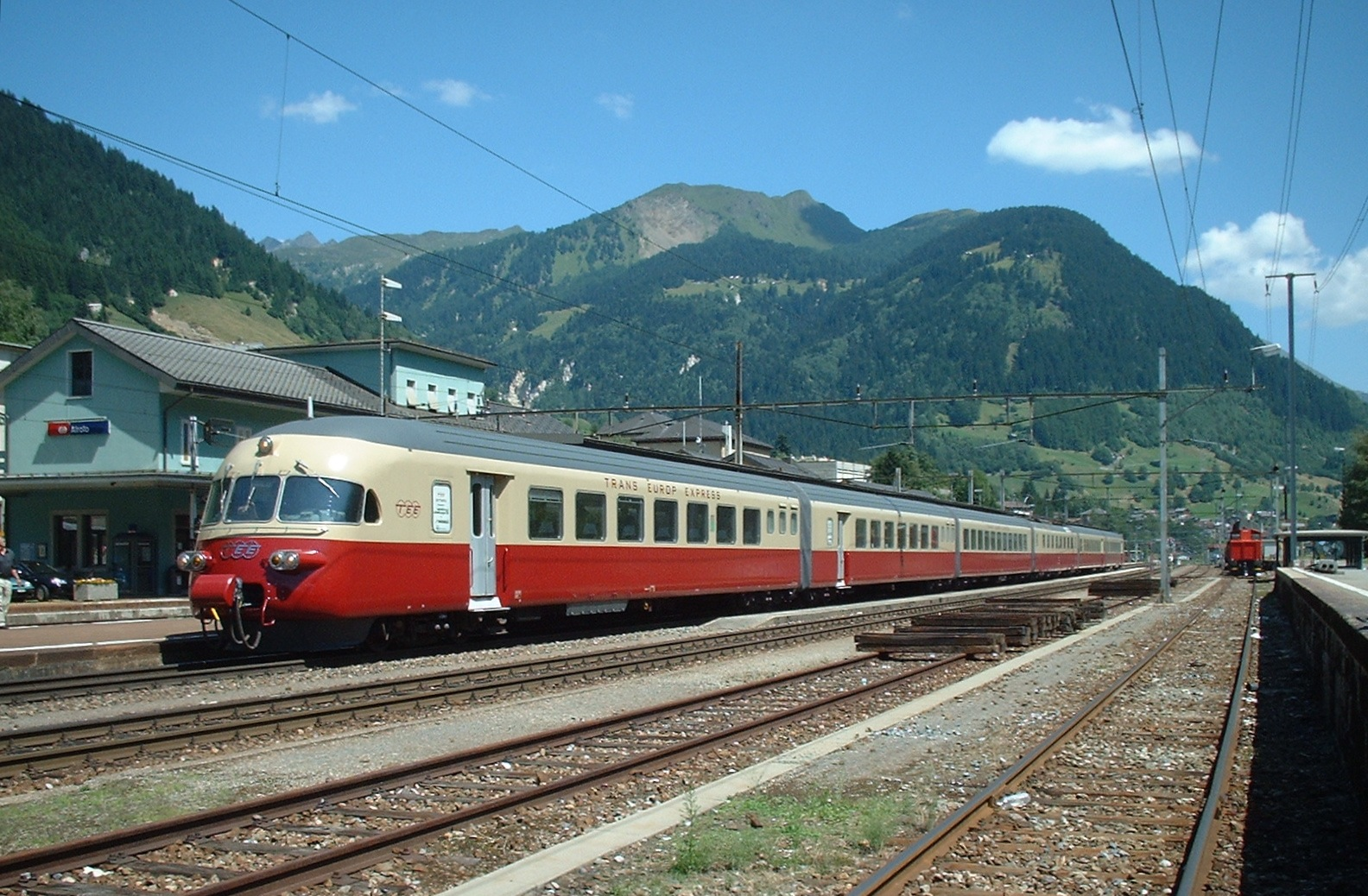
아이롤로역

2007년 기준으로, 아이롤로의 실업률은 2.58%이다. 2005년 현재 1차 경제 부문에 65명이 고용되어 있으며, 이 부문에 약 24개 기업이 참여하고 있다. 356명이 2차 부문에 고용되었고, 이 부문에 20개의 기업이 있었다. 596명이 3차 부문에 고용되어 있으며 이 부문에는 74개의 기업이 있다. 시정촌 주민은 774명으로 일정 정도 고용되었으며, 그중 여성이 전체 노동력의 34.5%를 차지했다.
2000년 기준 시정촌으로 출퇴근하는 근로자는 451명, 외부로 출퇴근 근로자는 161명이었다. 지자체는 근로자의 순수입 지자체이며, 1명이 전출할 때마다 약 2.8명의 근로자가 지자체에 전입되었다. 근로인구의 5.6%는 대중교통을 이용하여 출퇴근하고 47.4%는 자가용을 이용하였다.

2009년 기준으로, 아이롤로에는 총 137개의 객실과 322개의 침대가 있는 8개의 호텔이 있다.

## 교육
아이롤로에서는 인구의 약 61.3%(25-64세)가 비필수 고등교육 또는 추가 고등교육(대학 또는 응용학문대학)을 완료했다.
2009년 기준 아이롤로에는 총 218명의 학생이 있었다. 티치노 교육 시스템은 최대 3년의 비필수 유치원을 제공하며, 아이롤로에는 35명의 어린이가 유치원에 다녔다. 초등학교 프로그램은 5년 동안 지속되며 표준 학교와 특수학교가 모두 포함된다. 시정촌에서는 67명의 학생이 일반 초등학교에 다녔고, 0명의 학생이 특수학교에 다녔다. 중학교 시스템에서 학생들은 2년 중학교에 다니고 2년 예비 견습 과정을 거치거나 고등 교육을 준비하기 위해 4년 프로그램에 참석한다. 중학교 2년제 52명, 예비실습 1명, 4년제 심화과정 11명이었다.
상위 중등 학교에는 몇 가지 옵션이 있지만, 상위 중등 프로그램이 끝나면, 학생은 직업을 찾거나 대학에 진학할 준비가 된다. 티치노에서 직업 학생은 인턴십 또는 견습 과정(3년 또는 4년 소요)을 수행하는 동안 학교에 다니거나 인턴십 또는 견습 기간(풀타임 학생으로 1년 또는 1년 반이 소요됨)을 거쳐 학교에 다닐 수 있다. 파트타임 학생으로 2년, 전일제 학생이 19명, 시간제 학생이 31명이었다.
전문 프로그램은 3년 동안 진행되며 공학, 간호, 컴퓨터 과학, 비즈니스, 관광 및 이와 유사한 분야의 직업을 위해 학생을 준비시킨다. 전문 프로그램에는 2명의 학생이 있었다.
2000년 기준으로, 아이롤로에는 다른 시정촌에서 온 14명의 학생이 있었고, 31명의 거주자는 시외 학교에 다녔다.

## 관광

### 국가중요문화재

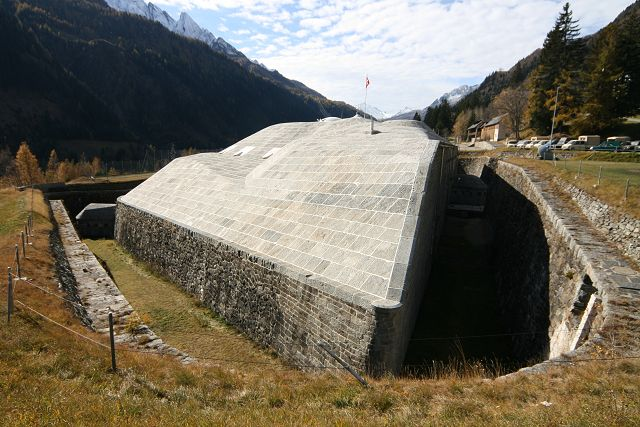
아이롤로 성채 유적

오래된 역, 집, 헛간, 아이롤로 성채와 포파 성채, 선사 시대 정착지와 마드라노의 로마 시대 묘지, 고트하르트 고개(Alpe di Rodont로 알려짐)의 선사 시대 정착지가 있는 고트하르트 고개의 호스피스 콤플렉스가 국가적으로 중요한 스위스 문화유산으로 등록되어 있다. 아이롤로 마을 전체와 폰타나 마을이 스위스 유산 목록에 등재되어 있다.

### 교회
1877년 화재로 12세기에 다시 지어졌으며, 1224년에 처음으로 기록된 성도 나자로와 셀수스에 헌정된 교회의 대부분을 포함하여 거의 모든 도시가 파괴되었다. 하지만 로마네스크 양식의 건물은 살아남았다. 1879년에 세인트 고타드 호스피스 원장인 펠리체 롬바르디의 딸인 제노베파 롬바르디와 결혼한 카를 알로이스 뮐러가 아이롤로에 기반을 둔 우리주 변호사의 후원 하에 교회를 재건했다. 교회 재건을 위한 그의 노력을 기록한 대리석 명판이 교회에 있다.

### 성 고트하르트 터널 기념비
이것은 1880년대에 터널을 건설하다가 사망한 노동자들을 기리기 위해 티치네 조각가 빈첸조 벨라(1820-1891)가 만든 청동 지저부조이다.

## 교통
아이롤로는 마을 중심에 위치한 고트하르트 철도의 아이롤로역으로 연결된다. 역은 아트-골다우와 로카르노 사이를 1시간 간격으로 운행하는 인터레기오 기차로 운행되며, 대부분은 바젤 SBB 또는 취리히 HB에서 출발한다. 버스 서비스에는 벨린초나까지 시간당 서비스가 있으며, 고개를 통해 옵발덴주까지 가는 덜 빈번한 노선이 있다.

## 같이 보기
- 베드레토